# Арахчи
Арахчи (арм. Արախչի) — традиционный армянский головной убор, часть традиционного мужского костюма.

## Описание
Представляет из себя цилиндр или, как вариант, усечённый конус 15-20 см высотой. Вязанный из шерсти или вышитый разноцветными шерстяными нитками, с преобладанием красного цвета (для холостой молодёжи). У женатых мужчин арахчи не был орнаментирован, и его носили, обвязав голову платком. Способ ношения убора был маркером брачного состояния его владельца, подобно тому, как в Восточной Армении право ношения чухи принадлежало женатому мужчине. 
Шапки из шерстяной или хлопчатобумажной ткани с круглой чёрном или коричневой теменной частью, расшитой по окружности разноцветными нитками, в конце XIX — начале XX века были широко распространены в Сасуне, Шатахе и других местах. В Трапизоне, Гяваше и других регионах вокруг полусферической шапки повязывали широкую головную повязку, концы которой с обеих сторон свисали на плечи.